# Vinto
Vinto è un comune (municipio in spagnolo) della Bolivia nella provincia di Quillacollo (dipartimento di Cochabamba) con 43 699 abitanti (dato 2010).

## Cantoni
Il comune è suddiviso in 4 cantoni (popolazione al censimento 2001):
- Anocaraire - 3 211 abitanti
- La Chulla - 2 522 abitanti
- Machac Marca - 990 abitanti
- Vinto - 24 766 abitanti